# توموميتسو كوباياشي
توموميتسو كوباياشي (باليابانية: 小林 智光) (مواليد 30 مايو 1995) هو لاعب كرة قدم ياباني.

## وصلات خارجية
- توموميتسو كوباياشي على موقع رابطة كرة القدم اليابانية للمحترفين (اليابانية)
- توموميتسو كوباياشي على موقع Soccerway.com (الإنجليزية)